# Lamyctopristus setigerus
Lamyctopristus setigerus är en mångfotingart som först beskrevs av Lawrence 1955.  Lamyctopristus setigerus ingår i släktet Lamyctopristus och familjen fåögonkrypare.
Artens utbredningsområde är Zambia. Inga underarter finns listade i Catalogue of Life.